# Gregorio II di Alessandria
Papa Gregorio II (XIII secolo – 1354), è stato papa e patriarca greco-ortodosso di Alessandria e di tutta l'Africa tra il 1316 e il 1354.
Del patriarca Gregorio è conservata la professione di fede, inviata al patriarca Giovanni XIII di Costantinopoli (in carica dal 1315 al 1319), che rispose invitando Gregorio a fargli visita a Costantinopoli.
Dopo la sua elevazione al trono patriarcale di Alessandria, il patriarca ecumenico Giovanni XIII lo invitò a collaborare per risolvere le problematiche della Chiesa.  Durante il suo patriarcato, visse le tensioni tra i patriarcati di Alessandria e Gerusalemme, in particolare riguardo alla giurisdizione del Monte Sinai.